# Emmanuel-Victor Pourroy de L'Auberivière de Quinsonas
Pour les articles homonymes, voir Quinsonas.
Emmanuel-Victor Pourroy de L'Auberivière, comte de Quinsonas (3 décembre 1775, Grenoble - 20 mars 1852, château de Beaupréau), est un militaire et homme politique français.

## Biographie
Fils d'un président à mortier au parlement du Dauphiné, neveu de Mgr François-Louis de Pourroy de Lauberivière et de François-Zacharie de Pourroy de l'Auberivière de Quinsonas, frère de Joseph-Octavien de Pourroy de L'Auberivière de Quinsonas et oncle d'Octavien de Quinsonas, il fut présenté de minorité dans l'ordre de Saint-Jean de Jérusalem en 1776, il ne prononcera pas ses vœux. Il est en France pendant la Révolution, il ne tarda pas à émigrer et, en 1799, prit du service en Russie. 
Il fit en Bessarabie les campagnes de 1804 à 1806 et obtint, l'année suivante, le grade de général-major. 
Rentré en France en 1811, il ne voulut pas prendre part aux guerres contre les coalisés, et accueillit avec joie le retour des Bourbons, qui lui donnèrent le grade de maréchal de camp équivalant à celui qu'il avait déjà reçu du czar. 
Pendant les Cent-Jours il suivit Louis XVIII à Gand, et devint, au retour, chevalier de Saint-Louis et commandant du département du Bas-Rhin. 
Inspecteur d'infanterie de 1818 à 1822, il reçut, en 1823, le commandement de la 2e brigade de la 1re division du 5e corps de l'armée d'Espagne, avec laquelle il se distingua à Pampelune, et fut ensuite appelé aux fonctions de gouverneur provisoire de la Havane.
Élu, le 25 février 1824, député du 3e arrondissement électoral de l'Isère (Crémieu), il siégea dans la majorité de la « Chambre retrouvée », vota la loi d'indemnité et la loi du sacrilège, et se montra toujours dévoué au ministère Villèle. Les élections générales du 16 novembre 1827 lui furent moins favorables, échouant face à Jean-Claude-Luc Michoud.
En 1825, Quinsonas avait été appelé au commandement de la 1re brigade d'infanterie de la garde royale. La révolution de juillet 1830 le rendit à la vie privée.
Il est le gendre de Alexandre Émeric de Durfort-Civrac.

## Sources
- « Emmanuel-Victor Pourroy de L'Auberivière de Quinsonas », dans Adolphe Robert et Gaston Cougny, Dictionnaire des parlementaires français, Edgar Bourloton, 1889-1891 [détail de l’édition]